# María Moreno (pintora)
María del Pilar Moreno Blasco, conocida como María Moreno (Madrid, 14 de mayo de 1933-Madrid, 17 de febrero de 2020), fue una pintora española, integrante del grupo de pintores realistas madrileños, entre los que se encontraba su marido Antonio López.

## Biografía

### Formación artística
Nacida en el seno de una familia liberal madrileña, pasó parte de su infancia en Valencia.
Comenzó su formación pictórica en 1954, en la Escuela de Bellas Artes de San Fernando de Madrid, donde cursó los estudios de Bellas Artes, especializándose en pintura. Allí conoció a diversos pintores hiperrealistas, integrantes de lo que se ha denominado como realismo madrileño. Entre ellos se encuentran, como representantes más importantes del realismo español: Amalia Avia (1930-2011), Antonio López García (1936), Julio López Hernández (1930-2018), Francisco López Hernández (1932-2017) e Isabel Quintanilla (1938-2017).
Moreno se integró en la tradición de los realistas españoles, cuyas características incluyen la perfección técnica y la representación realista de los acontecimientos contemporáneos. Los motivos y temas no son pretenciosos: interiores, bodegones, escenas de estudio, figuras humanas y paisajes. En alguno de sus cuadros se percibe una visión inocente de la naturaleza, de trazo delicado.

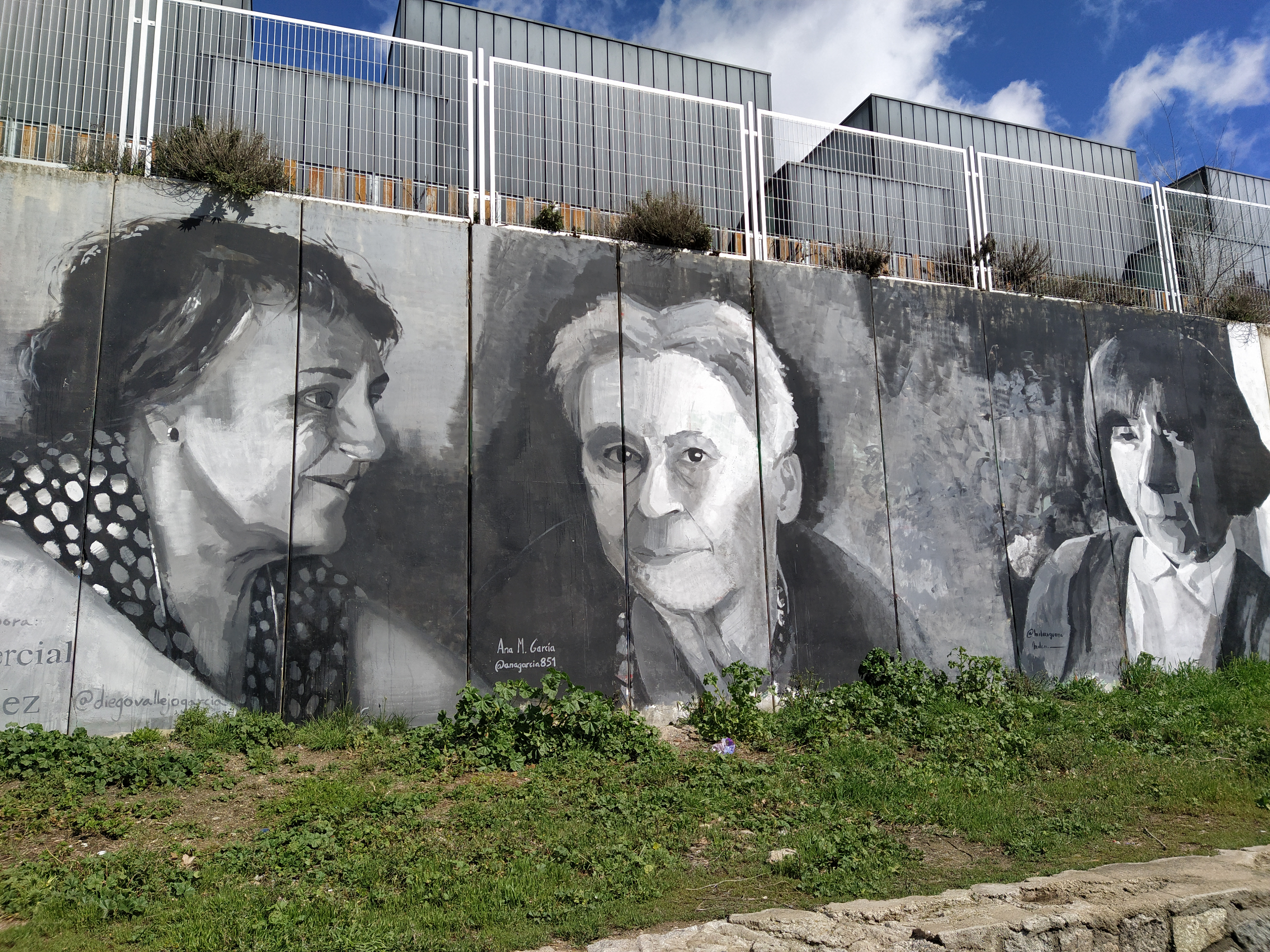
Homenaje a María Moreno (junto con otras pintoras) en el Mural de las pintoras en Ávila.

El también pintor Antonio López Torres, tío de Antonio López, influyó notablemente en ella, orientando su paleta a colores más claros.
Uno de los matices que más distinguen los expertos era su uso de la luz, que inunda parte de su obra, como esos paisajes que retrataba de Madrid. Expuso de forma individual en Frankfurt en 1973, en la galería Herbert Meyer-Ellinger, y en la Claude Bernard en París, en los años 90. Además, tuvo una participación en la película El sol del membrillo (1992). El caso de mujeres artistas ensombrecidas por sus homólogos masculinos no fue aislado: al igual que ella, otras artistas del grupo de Realistas de Madrid, como Isabel Quintanilla, Esperanza Parada o Amalia Avia, han pasado como figuras más desapercibidas.

### Vida privada
En 1961 María se casó con Antonio López, el pintor más representativo del realismo español. La pareja tuvo dos hijas, María y Carmen.

## Obra pictórica
Su obra está presente en diversas colecciones privadas y en las colecciones públicas de la Fundació Sorigué (Lérida); ARTIUM (Vitoria); Museo de Arte Contemporáneo de Toledo; Colección Iberdrola, (Bilbao), Museo del Realismo Español Contemporáneo de Almería, y

## Películas
- La luz de Antonio (película)[7][8]
- El sol del membrillo (película) de Víctor Erice en 1992